# Sant Joan i Sant Martí de Castellar de Tost
Sant Joan i Sant Martí de Castellar de Tost és una obra del municipi de Ribera d'Urgellet (Alt Urgell) protegida com a bé cultural d'interès local.

## Descripció
Es tracta d'una església d'una sola nau, amb capçalera plana orientada a ponent i coberta amb volta de canó rebaixada i dividida en dos trams per un arc faixó que es perllonga per la part inferior en dues pilastres de secció rectangular adossades als murs laterals. La volta de canó arrenca d'un fris motllurat de guix que recorre tota la llargària de la nau. Als peus de l'església hi ha un cor en alt amb barana de fusta, al qual s'hi accedeix a través d'unes escales d'obra adossades a la cantonada sud-est de l'edifici. L'àmbit presbiteral, que no presenta cap diferenciació constructiva amb relació a la resta del temple, presenta una porta rectangular al costat de migdia, que dona accés a la sagristia, i una gran fornícula en forma d'arc de mig punt, de guix, al mur nord. Aquesta està dividida en tres fornícules. La del centre és més gran que les laterals. L'altar és construït amb un pilar quadrangular de llosa amb una ara que és una gran llosa pràcticament sense desbastar. Al mur de ponent s'hi obren tres fornícules que acullen tres imatges de guix.
S'accedeix a l'església per una porta d'arc de mig punt, resseguida per una motllura de guix, centrada a la façana principal orientada a llevant. Més a munt trobem un carreu amb la data 1881 i per sobre un ull de bou.
La façana culmina amb un campanar d'espadanya d'un sol ull amb una petita campana de bronze. La coberta és de teula àrab, a doble vessant i el parament és de pedra vista, a base de blocs de pedra irregulars pràcticament sense desbastar.
El conjunt presenta la sagristia adossada al mur meridional de l'església, de planta trapezoïdal, obert a llevant, que presenta coberta a un sol vessant. Es comunica amb l'església a través d'una porta. El parament és irregular. Al centre de la façana s'obre una finestra quadrangular.
A la banda de ponent s'adossa una altra edificació (amb traces d'arcs tapiats) que segurament formava part de l'antiga muralla de Castellar.

## Història
Els esments més antics del lloc de Castellar són relativament tardans amb relació a altres indrets de la vall de Tost. El primer esment de Castellar data de l'any 1086 en la donació d'un alou a la catedral de Santa Maria de la Seu d'Urgell.
Originàriament, d'acord amb la seva ubicació, l'església formaria part del recinte perimetral del castell de Castellar. Actualment, el creixement de la superfície ocupada per la població cap a migdia ha acabat per situar l'església al centre del nucli de Castellar.
L'actual església de Sant Joan i Sant Martí és el fruit d'una remodelació total de l'antiga església -probablement romànica- que hauria tingut lloc l'any 1881, tal com consta a un carreu situat al capdamunt de la porta del temple. Actualment aquesta església està vinculada a la parròquia de Noves de Segre.